# Gustaf Bjerkander
Gustaf Bjerkander, född 31 december 1811 i Dala församling, Skaraborgs län, död 12 januari 1892 i Skövde stadsförsamling, Skaraborgs län, var en svensk hemmansägare och riksdagsman.
Bjerkander företrädde bondeståndet i Vartofta och Frökinds härader vid ståndsriksdagarna 1853-66, och var även ledamot av statsutskottet 1862/63 samt 1865/66. Bjerkander tillhörde den moderat-konservativa riktningen och åtnjöt ett betydande anseeende som flitig motionär av sparsamhetsivrande riktning, och var också en gärna hörd talare. Han var senare även ledamot av andra kammaren 1867-72, där han slöt sig till lantmannapartiet och insattes av detta i statsutskottet 1869-70, men spelade inte mera någon framträdande roll. I riksdagen skrev han 19 egna motioner, i ämnen som om grundskatternas aflösande, förändring av roteringsskyldigheten och om avskaffande av patronatsrätten, höjda statsbidrag till folkskolorna samt hur utflyttningen ur landet skall förhindras.